# 国道186号

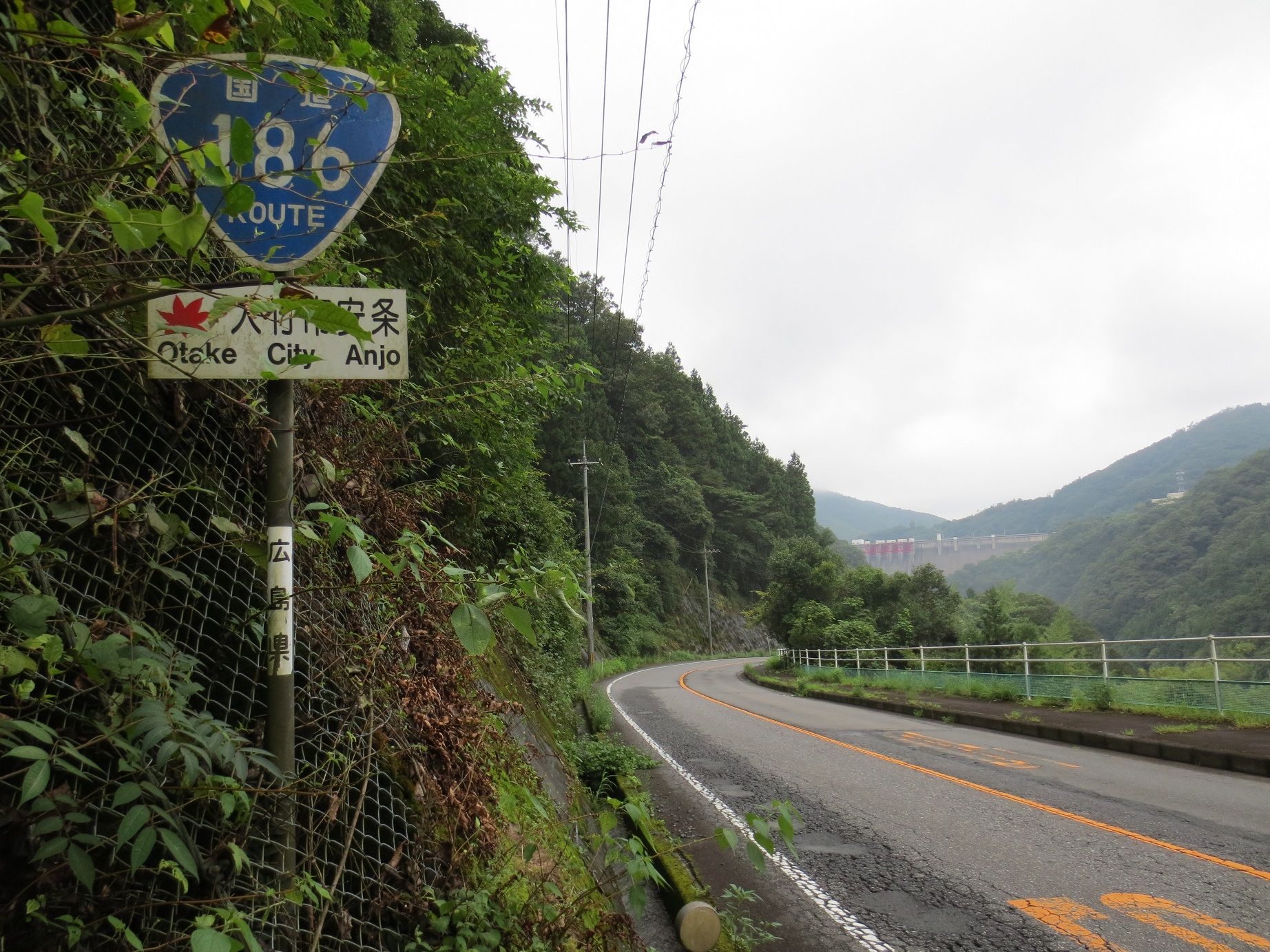
大竹市安条付近（2013年9月）。
奥に見えるのは弥栄ダム。

国道186号（こくどう186ごう）は、島根県江津市から広島県大竹市に至る一般国道である。

## 概要
中国地方を南北に縦断する陰陽連絡路線の一つである。旧大朝町経由の島根県道・広島県道5号浜田八重可部線と並んで浜田と広島を結ぶ幹線道路の一翼を担っていたが、浜田自動車道の開通によりその役割はやや低下している。
起点から浜田市まで国道9号と重複。浜田市からは旧金城町を抜けて大佐山の麓を経て広島県内へ。山県郡北広島町（旧芸北町）内で太田川支流の滝山川に沿って走り、王泊ダム・温井ダムの脇を過ぎ山県郡安芸太田町（旧加計町）へ。ここから山県郡安芸太田町（旧戸河内町）を経て中国自動車道と並行して走り廿日市市（旧佐伯郡吉和村）からは小瀬川に沿って南下、小瀬川ダムそばからは小瀬川の左岸を通り、大竹市と山口県岩国市との県境（市境）に沿って大竹市街地に至る。
起点は江津市であるが、路肩の距離表示の基準は、浜田市の国道9号との交点になっている。
終点のみどり橋東詰交差点は、国道2号の渋滞の名所として知られており、渋滞情報で目安となることも多い。
カーブや坂が多く、廿日市市の旧吉和村や旧佐伯町の区間ではオートバイ事故も多発している。

### 路線データ
一般国道の路線を指定する政令に基づく起終点および重要な経過地は次のとおり。
- 起点：江津市（江川橋東詰交差点 = 国道9号上[疑問点 – ノート]）
- 終点：大竹市（みどり橋東詰交差点 = 国道2号交点、国道433号起点）
- 重要な経過地：浜田市、広島県山県郡加計町[注釈 3]、同郡戸河内町[注釈 3]、同県佐伯郡吉和村[注釈 4]、同郡佐伯町[注釈 4]
- 総延長 : 134.1 km（島根県 28.8 km、広島県 105.2 km）重用延長を含む[3][注釈 5]
- 重用延長 : 0.0 km（島根県 - km、広島県 0.0 km）[3][注釈 5]
- 未供用延長 : なし[3][注釈 5]
- 実延長 : 134.0 km（島根県 28.8 km、広島県 105.2 km）[3][注釈 5]
  - 現道 : 132.4 km（島根県 28.3 km、広島県 104.1 km）[3][注釈 5]
  - 旧道 : 1.6 km（島根県 0.5 km、広島県 1.1 km）[3][注釈 5]
  - 新道 : なし[3][注釈 5]
- 指定区間：国道9号と重複する区間（島根県江津市・江川橋東詰交差点（起点） - 浜田市・殿町交差点）[4]

## 歴史
現行の道路法（昭和27年法律第180号）に基づく二級国道として1953年（昭和28年）に初回指定された路線のひとつである。国道指定当初は広島浜田線として広島市と浜田市を結ぶ路線であったが、1970年（昭和45年）に起終点を交換し、新しい起点側は浜田市から国道9号上を江津市まで延伸し、新しい終点側は広島県山県郡加計町から太田川に沿って広島市に至る区間を国道191号に編入し、国道186号は同町から佐伯郡吉和村を経て小瀬川に沿って大竹市に至る路線に変更することで現在と同等の経路となった。

### 年表
- 1953年（昭和28年）5月18日 - 二級国道186号広島浜田線（広島市 - 浜田市）として指定施行[5]。
- 1965年（昭和40年）4月1日 - 道路法改正により一級・二級区分が廃止されて一般国道186号として指定施行[2]。
- 1970年（昭和45年）4月1日 - 起終点を交換し、起点を江津市に、終点を大竹市にそれぞれ変更し、一般国道186号（江津市 - 大竹市）として指定施行[6]。
- 2025年（令和7年）5月17日 - 島根県浜田市金城町小国において新笹ヶ峠トンネル (425 m) を含む、小国1工区 (725 m) が開通[7]。

## 路線状況

### 重複区間
- 国道9号（島根県江津市・江川橋東詰交差点（起点） - 浜田市・殿町交差点）
- 国道191号（広島県山県郡安芸太田町・山崎交差点 - 山県郡安芸太田町・戸河内IC入口交差点）
- 国道434号（広島県山県郡安芸太田町大字加計 - 廿日市市飯山）
- 国道488号（広島県廿日市市・吉和郵便局前交差点 - 廿日市市吉和）

### 道路施設

#### 道の駅
- 広島県
  - スパ羅漢（廿日市市）

### 交通量
24時間交通量（台） 道路交通センサス
| 観測地点           | 平成22（2010）年度 |
| ------------------ | ------------------ |
| 北広島町川小田     | 02,583             |
| 安芸太田町加計     | 01,159             |
| 安芸太田町下殿河内 | 04,279             |
| 安芸太田町中筒賀   | 01,864             |
| 廿日市市栗栖115-1  | 01,825             |
| 大竹市前飯谷       | 03,504             |
| 大竹市油見2丁目    | 11,124             |

（出典：「平成22年度道路交通センサス」（国土交通省ホームページ）より一部データを抜粋して作成）

## 地理

### 通過する自治体
- 島根県
  - 江津市 - 浜田市
- 広島県
  - 山県郡北広島町 - 山県郡安芸太田町 - 廿日市市 - 大竹市

### 交差する道路
| 交差する道路 | 都道府県名 | 市町村名 | 市町村名   | 交差する場所                 | 交差する場所                            |
| 現道 | 現道       | 現道     | 現道       | 現道                         | 現道                                    |
| --- | ---------- | -------- | ---------- | ---------------------------- | --------------------------------------- |
| 国道9号 重複区間起点 | 島根県     | 江津市   | 江津市     | 渡津町（わたづちょう）       | 江川橋（ごうがわばし）東詰交差点 / 起点 |
| 島根県道238号江津港線 / あけぼの通り                                                                                            | 島根県     | 江津市   | 江津市     | 江津町                       |                                         |
| 島根県道238号江津港線 / 現道 | 島根県     | 江津市   | 江津市     | 江津町                       |                                         |
| 広島県道・島根県道112号三次江津線 / 現道                                                                                        | 島根県     | 江津市   | 江津市     | 江津町                       |                                         |
| 広島県道・島根県道112号三次江津線 / バイパス                                                                                    | 島根県     | 江津市   | 江津市     | 江津町                       | 江津町交差点                            |
| 島根県道330号江津インター線 | 島根県     | 江津市   | 江津市     | 嘉久志町                     | 嘉久志町交差点                          |
| 島根県道297号皆井田江津線 | 島根県     | 江津市   | 江津市     | 都野津町                     | 都野津町西交差点                        |
| 島根県道299号下府江津線 | 島根県     | 江津市   | 江津市     | 敬川町（うやがわちょう）     | 敬川橋東詰交差点                        |
| 島根県道206号波子停車場線 島根県道300号跡市波子停車場線 重複区間起点 島根県道301号佐野波子停車場線 重複区間起点                 | 島根県     | 江津市   | 江津市     | 波子町（はしちょう）         |                                         |
| 島根県道300号跡市波子停車場線 重複区間終点 島根県道301号佐野波子停車場線 重複区間終点                                           | 島根県     | 江津市   | 江津市     | 波子町                       |                                         |
| 島根県道254号はまだリゾート線                                                                                                   | 島根県     | 浜田市   | 浜田市     | 久代町（くしろちょう）       | 海浜公園入口交差点                      |
| 島根県道239号唐鐘港線 | 島根県     | 浜田市   | 浜田市     | 下府町（しもこうちょう）     | 下府畳ケ浦交差点                        |
| 島根県道207号下府停車場線 | 島根県     | 浜田市   | 浜田市     | 下府町                       |                                         |
| 島根県道50号田所国府線 島根県道299号下府江津線 重複                                                                             | 島根県     | 浜田市   | 浜田市     | 下府町                       | 王水道交差点                            |
| E9 山陰自動車道 / 浜田道路 E74 浜田自動車道                                                                                     | 島根県     | 浜田市   | 浜田市     | 長沢町                       | 浜田バイパス東口交差点 4 浜田IC         |
| 島根県道208号浜田停車場線 | 島根県     | 浜田市   | 浜田市     | 田町                         | 田町交差点                              |
| 国道9号 重複区間終点 | 島根県     | 浜田市   | 浜田市     | 殿町                         | 殿町交差点                              |
| 島根県道・広島県道5号浜田八重可部線 島根県道・広島県道7号浜田作木線 重複                                                        | 島根県     | 浜田市   | 浜田市     | 朝日町                       | 朝日町交差点                            |
| E9 山陰自動車道 / 浜田道路 | 島根県     | 浜田市   | 浜田市     | 相生町                       | 相生IC交差点 相生IC                     |
| 島根県道179号黒沢安城浜田線 | 島根県     | 浜田市   | 浜田市     | 河内町                       |                                         |
| 島根県道・広島県道5号浜田八重可部線 / 後野工区 重複区間起点 島根県道・広島県道7号浜田作木線 / 後野工区 重複区間起点             | 島根県     | 浜田市   | 浜田市     | 後野町                       |                                         |
| 浜田市道00-1-012号美田谷雲城線                                                                                                  | 島根県     | 浜田市   | 浜田市     | 後野町                       |                                         |
| 島根県道・広島県道5号浜田八重可部線 / 後野工区未供用 重複区間終点 島根県道・広島県道7号浜田作木線 / 後野工区未供用 重複区間終点 | 島根県     | 浜田市   | 浜田市     | 後野町                       |                                         |
| 島根県道41号桜江金城線 | 島根県     | 浜田市   | 浜田市     | 金城町七条                   |                                         |
| 那賀西部広域農道 | 島根県     | 浜田市   | 浜田市     | 金城町上来原（かみくるばら） |                                         |
| 島根県道52号弥栄旭インター線 重複区間起点                                                                                       | 島根県     | 浜田市   | 浜田市     | 金城町小国                   |                                         |
| 島根県道52号弥栄旭インター線 重複区間終点                                                                                       | 島根県     | 浜田市   | 浜田市     | 金城町小国                   |                                         |
| 島根県道・広島県道115号波佐芸北線                                                                                               | 島根県     | 浜田市   | 浜田市     | 金城町波佐（はざ）           |                                         |
| 島根県道・広島県道114号今福芸北線 広島県道307号八幡雲耕線                                                                       | 広島県     | 山県郡   | 北広島町   | 荒神原（こうじんばら）       | 亀山交差点                              |
| 島根県道・広島県道11号旭戸河内線 重複区間起点                                                                                   | 広島県     | 山県郡   | 北広島町   | 奥中原（おくなかばら）       |                                         |
| 島根県道・広島県道11号旭戸河内線 重複区間終点                                                                                   | 広島県     | 山県郡   | 北広島町   | 奥中原                       |                                         |
| 島根県道・広島県道113号都川中野線                                                                                               | 広島県     | 山県郡   | 北広島町   | 細見                         |                                         |
| 広島県道40号安佐豊平芸北線 | 広島県     | 山県郡   | 北広島町   | 細見                         | 細見交差点                              |
| 広島県道306号小原猪山線 | 広島県     | 山県郡   | 安芸太田町 | 猪山（いのしやま）           |                                         |
| 国道191号 重複区間起点 広島県道305号弁財天加計線                                                                                | 広島県     | 山県郡   | 安芸太田町 | 加計                         | 加計町山崎交差点                        |
| 国道434号 重複区間起点 | 広島県     | 山県郡   | 安芸太田町 | 加計                         | 加計町山崎交差点                        |
| 広島県道304号中筒賀下線 重複区間起点                                                                                            | 広島県     | 山県郡   | 安芸太田町 | 下筒賀                       |                                         |
| 広島県道304号中筒賀下線 重複区間終点                                                                                            | 広島県     | 山県郡   | 安芸太田町 | 下筒賀                       |                                         |
| E2A 中国自動車道 国道191号 重複区間終点                                                                                         | 広島県     | 山県郡   | 安芸太田町 | 上殿                         | 戸河内インター入口交差点 27 戸河内IC    |
| 広島県道304号中筒賀下線 | 広島県     | 山県郡   | 安芸太田町 | 中筒賀                       |                                         |
| 広島県道303号上筒賀津浪線 | 広島県     | 山県郡   | 安芸太田町 | 上筒賀                       |                                         |
| 広島県道41号五日市筒賀線 | 広島県     | 山県郡   | 安芸太田町 | 上筒賀                       |                                         |
| E2A 中国自動車道 | 広島県     | 廿日市市 | 廿日市市   | 吉和                         | 吉和インター入口交差点 28 吉和IC        |
| 国道488号 重複区間起点 | 広島県     | 廿日市市 | 廿日市市   | 吉和                         | 吉和郵便局前交差点                      |
| 広島県道296号吉和戸河内線 | 広島県     | 廿日市市 | 廿日市市   | 吉和                         |                                         |
| 国道488号 重複区間終点 | 広島県     | 廿日市市 | 廿日市市   | 吉和                         |                                         |
| 広島県道471号所山潮原線 | 広島県     | 廿日市市 | 廿日市市   | 吉和                         |                                         |
| 国道434号 重複区間終点 | 広島県     | 廿日市市 | 廿日市市   | 飯山（いいのやま）           |                                         |
| 広島県道・山口県道119号佐伯錦線                                                                                                 | 広島県     | 廿日市市 | 廿日市市   | 飯山                         |                                         |
| 広島県道30号廿日市佐伯線 | 広島県     | 廿日市市 | 廿日市市   | 栗栖                         |                                         |
| 広島県道293号本多田佐伯線 | 広島県     | 廿日市市 | 廿日市市   | 浅原                         |                                         |
| 山口県道・広島県道2号岩国佐伯線                                                                                                 | 広島県     | 廿日市市 | 廿日市市   | 浅原                         |                                         |
| 広島県道289号栗谷大野線 広島県道460号栗谷河津原線 重複                                                                          | 広島県     | 大竹市   | 大竹市     | 栗谷町大栗林                 |                                         |
| 広島県道・山口県道116号大竹美和線                                                                                               | 広島県     | 大竹市   | 大竹市     | 後飯谷（うしろいいたに）     |                                         |
| 山口県道・広島県道117号乙瀬小方線 重複区間起点                                                                                  | 広島県     | 大竹市   | 大竹市     | 穂仁原（おにはら）           |                                         |
| 山口県道・広島県道117号乙瀬小方線 重複区間終点                                                                                  | 広島県     | 大竹市   | 大竹市     | 小方町小方                   |                                         |
| 山口県道・広島県道1号岩国大竹線                                                                                                 | 広島県     | 大竹市   | 大竹市     | 木野（この）2丁目            | 油見（ゆうみ）トンネル西口交差点        |
| 広島県道202号大竹停車場線 | 広島県     | 大竹市   | 大竹市     | 油見（ゆうみ）3丁目          | みどり橋西詰交差点                      |
| 国道2号 国道433号 | 広島県     | 大竹市   | 大竹市     | 北栄                         | みどり橋東詰交差点 / 終点               |